# Charles-Eugène Dionne
Pour les articles homonymes, voir Dionne.
Charles-Eugène Dionne (27 mai 1908 - 4 août 1984) est un représentant ouvrier et homme politique fédéral du Québec.

## Biographie
Né à Saint-Pascal dans la région du Bas-Saint-Laurent, il devient député du Crédit social dans la circonscription de Kamouraska. Réélu député du Ralliement créditiste en 1963, 1965 et en 1968 et à nouveau comme député du Crédit social en 1972 et en 1974, il fut défait à deux reprises, en 1979 et en 1980, dans Kamouraska—Rivière-du-Loup par le libéral Rosaire Gendron.
Le fonds d'archives de Charles-Eugène Dionne est conservé au centre d'archives de Rimouski de Bibliothèque et Archives nationales du Québec.